# José Luis Molinuevo
José Luis Molinuevo Martín (Bilbao, Vizcaya, 22 de enero de 1917 - Gijón, Asturias, 24 de diciembre de 2002) fue un futbolista y entrenador español.

## Trayectoria

### Como jugador
Molinuevo fue portero en el Athletic Club durante la temporada 1935-36 hasta que estalló la guerra civil española, periodo en el que tuvo que refugiarse en Francia. Allí comenzó a jugar en Perpiñán y Montpellier, hasta que fichó en 1944 por el Racing Club de París, equipo con el que ganó la Copa de Francia en la campaña 1944-45. Permaneció en el Racing hasta 1947, cuando volvió a España para defender de nuevo los colores del Athletic Club, donde se retiró en 1950.

### Como entrenador
Comenzó entrenado al C. D. Basconia en 1959, y al C. D. Ourense después, para fichar por el Real Sporting de Gijón en 1962. Se mantuvo en el Sporting durante cuatro temporadas, hasta 1966, aunque en la última fue destituido y sustituido por Amadeo Sánchez, a cuatro jornadas para el final, después de un partido en Hospitalet, que el equipo gijonés perdió por 4-3 tras ir ganando por 3-1. Con Molinuevo, el equipo gijonés había disputado una promoción de ascenso a Primera División, contra el R. C. D. Español, en la que no pudo mantener en la ciudad condal la ventaja conseguida en el estadio El Molinón, con un gol de Montes. Después lo fichó el Pontevedra C. F., que entonces jugaba en Primera División. Posteriormente, dirigió al Real Valladolid Deportivo y al C. D. Ensidesa, equipo en el que alineó como titular a un joven jugador llamado Quini, y que recomendó al Sporting, donde Molinuevo mantenía excelentes relaciones.

## Clubes

### Como jugador
| Club                 | País    | Año       |
| -------------------- | ------- | --------- |
| Athletic Club        | España  | 1935-1936 |
| U. S. A. Perpignan   | Francia |           |
| S. O. Montpellier    | Francia |           |
| Racing Club de París | Francia | 1944-1947 |
| Athletic Club        | España  | 1947-1950 |

### Como entrenador
| Club                      | País   | Año       |
| ------------------------- | ------ | --------- |
| C. D. Basconia            | España | 1959-1961 |
| C. D. Orense              | España | 1961-1962 |
| Real Gijón                | España | 1962-1966 |
| Pontevedra C. F.          | España | 1966-1967 |
| Real Valladolid Deportivo | España | 1967      |
| C. D. Ensidesa            | España | 1967-1971 |
| C. D. Orense              | España | 1971-1972 |

## Palmarés
| Título                     | Club          | País   | Año     |
| -------------------------- | ------------- | ------ | ------- |
| Primera División de España | Athletic Club | España | 1935-36 |
| Copa del Generalísimo      | Athletic Club | España | 1950    |